# Renzo Orihuela
Renzo Miguel Orihuela Barcos (Salto, Uruguay, 4 de abril de 2001) es un futbolista uruguayo. Juega como defensa central y actualmente es jugador del Sarmiento (Junín) de la Primera División de Argentina.

## Trayectoria
Producto genuino de las formativas del Club Nacional de Football, Orihuela fue promovido por el técnico Gustavo Munúa al primer plantel durante la pretemporada 2020, jugando los partidos más importantes de la misma frente al Club Atlético River Plate y Atlético Rafaela. El potencial futbolístico de Renzo no pasó inadvertido por los ojeadores europeos, precisamente del Manchester City, por lo que el 13 de febrero, Nacional confirmó la transferencia del zaguero al Montevideo City Torque, club perteneciente del City Football Group, en una operación de US$ 1.600.000. Inmediatamente fue cedido a préstamo por 2 temporadas a su club de origen.
Debutó profesionalmente el 22 de septiembre de 2020 en la Copa Libertadores de América frente al Estudiantes de Mérida venezolano, marcando en el minuto 27 del primer tiempo el 2-0 parcial. El partido finalizaría con victoria por 3-1 a favor de los tricolores, logrando la clasificación a octavos de final a falta de dos fechas para el cierre de la fase de grupos.
A nivel local debutaría el 18 de octubre frente al Centro Atlético Fénix por la primera fecha del Torneo Intermedio.
El 26 de agosto de 2021, se confirmó su vuelta a Montevideo City Torque quien es dueño de su ficha.

## Clubes
| Club                            | País      | Año           | PJ | G |
| ------------------------------- | --------- | ------------- | -- | - |
| Nacional                        | Uruguay   | 2020 - 2021   | 32 | 2 |
| Montevideo City Torque          | Uruguay   | 2021 - 2022   | 42 | 3 |
| Palermo                         | Italia    | 2023.         | 1  | 0 |
| Bolívar                         | Bolivia   | 2024          | 36 | 2 |
| Club Atlético Sarmiento (Junín) | Argentina | 2025-presente |    |   |

### Títulos nacionales
| Título              | Club              | País    | Año  |
| ------------------- | ----------------- | ------- | ---- |
| Torneo Intermedio   | C. Nacional de F. | Uruguay | 2020 |
| Campeonato Uruguayo | C. Nacional de F. | Uruguay | 2020 |
| Supercopa Uruguaya  | C. Nacional de F. | Uruguay | 2021 |
| Primera División    | Bolívar           | Bolivia | 2024 |